# Boa constrictor melanogaster
Boa constrictor melanogaster, llamada comúnmente boa constrictora ecuatoriana es una de las subespecies que integran la especie Boa constrictor, un gran ofidio que se distribuye en áreas boscosas del noroeste de América del Sur.

## Distribución y hábitat
Se distribuye en Ecuador.
Los ejemplares tipo se colectaron en las proximidades de la confluencia del río Yaupi con el río Santiago, en la provincia de Morona Santiago, en Ecuador. También fue examinado material colectado en Tena en el río Napo, en la provincia del Napo, Ecuador. Además, se la ha fotografiado más al norte, en la provincia de Napo a Santa Cecilia sobre el río Aguarico.
Las selvas amazónicas del este de Ecuador son aún inaccesibles, por lo que los límites orientales de su distribución son desconocidos. Es posible que su geonemia llegue a las áreas amazónicas adyacentes del sur de Colombia y norte del Perú.

## Características
- Escamas dorsales: 86 a 94
- Escamas ventrales: 237 a 252
- Escamas caudales: 45 a 54
- Número de manchas entre la cabeza y el ano: 20 a 21
- Promedio de las manchas dorsales longitudinales: 4 a 7

El dimorfismo sexual es pronunciado, pues las hembras son significativamente más grandes que los machos. El largo llega a los 233 cm.
Es una boa de cuerpo pesado, macizo, musculoso y de apariencia fuerte y robusta. Su cola, algo prensil, es corta, algo menos en el macho pues aloja en ella a sus órganos copuladores. Los ojos son pequeños, con la pupila vertical, a causa de sus hábitos nocturnos. Su cabeza es triangular, con poderosas mandíbulas armadas de 4 hileras de largos dientes curvos en la superior, y dos hileras en la inferior.

## Taxonomía
Fue descrita en el año 1983 por James Langhammer.
El holotipo es de una hembra adulta, resguardada en la University of Michigan Museum of Zoology bajo el código:(UMMZ) 172680. Su largo total es de 233 cm. Fue colectada por los indios jíbaros en diciembre de 1968, cerca de la Misión Católica del río Yaupi, en las proximidades de la confluencia del río Yaupi con el río Santiago, en la provincia de Morona Santiago, en Ecuador.
Esta subespecie se incluye, junto a varias otras, dentro de la especie Boa constrictor.

## Costumbres
Este taxón es mayormente terrestre, aunque suele trepar a los árboles para buscar un refugio. No habita en el agua ni en sus proximidades, si bien nada muy bien. Suele termorregular su temperatura con baños de sol. Es raro que logren vivir más de 20 años en el hábitat silvestre, pero en cautiverio su expectativa es de entre 30 a 40 años.

## Alimentación
Esta gran boa sale de sus refugios a cazar generalmente al caer el sol, y durante toda la noche. Captura sus presas con la técnica del acecho; una vez asidos, los envuelve con su propio cuerpo, asfixiándolos, pues mata por constricción. Finalmente los animales son tragados enteros, siempre comenzando por la cabeza. Su dieta se compone de grandes lagartos y de animales de sangre caliente, como aves y pequeños mamíferos. Si bien podría eventualmente llegar a capturar a un niño muy pequeño de los que comparten su hábitat, jamás se ha podido comprobar fehacientemente un ataque. Igualmente es un animal peligroso, por su mordedura aguda y su fuerza muscular.

## Reproducción
Pare sus crías vivas, luego de un periodo de gestación de unos 5 meses. La camada se compone de entre 6 a 43 crías, de aproximadamente 40 cm de longitud. Cada cría nace envuelta en una bolsa prenatal con forma de capa gelatinosa, de la cual la madre la ayuda a desembarazarse.

## Conservación
Está incluida en CITES en el apéndice I. Son dos las principales causas que generan su retroceso poblacional. El primero es su captura para utilizar su cuero en la industria marroquinera, gracias a que su piel posee además de atractivos diseños, escamas pequeñas, por lo que la hace muy comercial. La otra gran amenaza es la reconversión de su hábitat para destinarlo a cultivos.